# Lleó Conill
Lleó Conill (Banyuls de la Marenda, 1872 - Vernet (Conflent), 21 d'agost del 1944) va ser un botànic i mestre nord-català.

## Biografia
Estudià magisteri a l'Escola Normal de Perpinyà (1890-1893)i amb la carrera acabada va ser destinat a Sureda (Rosselló), cosa que li permeté conèixer l'important botànic i mestre Justin Castanier (La Vèrnha (Guiena), 1855 — Pesillà de la Ribera (Rosselló), 1912). Presidí la Société agricole, scientifique et littéraire des Pyrénées-Orientales. El 1906 va ser destinat a Sornià (la Fenolleda), i el 1912, i com a director, a l'escola de Torrelles de la Salanca, on romangué fins a jubilar-s'hi el 1928. Sembla que va ser distingit amb la Legió d'Honor el 1932.

## Obra seleccionada
- CONILL, L. 1904. Florule de Sorède et Lavaill. Bull. Acad. Intern. Géogr. Bot., XIII: 235-239.
- Conill, Léon. Aperçu sur la flore de Sournia (Pyrénées-Orientales), essai de geographie botanique.  Perpinyà: impr. J.Comet, 1909.[4]
- Conill, Léon. Botanique catalane pratique.  Perpinyà: impr. J.Comet, 1910. Inclou la llista en ordre alfabètic dels 563 noms comuns de les plantes que representen 832 denominacions en català i 106 en occità llenguadocià. Per a cada un, l'autor indica l'origen del nom comú, el nom científic i francès, l'hàbitat, la data de floració i les propietats. També conté comparacions, expressions, refranys i endevinalles.[5]
- Conill, Léon. Le jardin scolaire.  Perpinyà: impr. J.Comet, 1912. Arxivat 2016-05-05 a Wayback Machine.[6]
- CONILL, L. 1932. Observations sur la flore des Pyrénées-Orientales. Bull. Soc. Hist. Nat. Toulouse, 64 (2): 5-23.
- CONILL, L. 1936. Observations sur la flore des Pyrénées-Orientales (suite). Bull. Soc. Hist. Nat. Toulouse, 69: 129-158.